# Nazionale maschile di rugby a 7 del Kenya
La nazionale di rugby a 7 del Kenya è la selezione che rappresenta il Kenya a livello internazionale nel rugby a 7. Il Kenya, insieme al Sudafrica, è una delle nazionali africane più competitive nell'ambito del sevens. La nazionale keniota partecipa regolarmente a tutti i tornei delle World Rugby Sevens Series, alla Coppa del Mondo di rugby a 7 e ai Giochi del Commonwealth. Il Kenya ha debuttato nella Coppa del Mondo nel 2001 e ha ottenuto finora come miglior risultato il raggiungimento della semifinale nel 2009.
La prima nazionale keniota di rugby a 7 è stata formata nel 1986 in occasione dell'Hong Kong Sevens, che allora rappresentava il principale torneo internazionale del sevens. In precedenza una selezione chiamata "Watembezi" si era imposta all'attenzione durante il Dubai Sevens del 1983, dove questa selezione di giocatori provenienti dal Kenya riuscì tra l'altro a sconfiggere una rappresentativa neozelandese in cui figuravano i 3 All Blacks Hika Reid, Gary Whetton e Bernie Fraser.
Ha partecipato al torneo olimpico inaugurale svoltosi durante i Giochi di Rio de Janeiro 2016 non riuscendo a superare la fase a gironi. Anche a Tokyo 2020 e Parigi 2024 non riesce a superare la fase a gironi, classificandosi entrambe le volte in nona posizione, ovvero come la migliore tra le selezioni eliminate ai gironi.

## Partecipazioni ai principali tornei internazionali
- 2016: 11º posto
- 2020: 9º posto
- 2024: 9º posto

- 1993: n.p.
- 1997: n.p.
- 2001: semifinale Bowl
- 2005: semifinale Bowl
- 2009:  semifinali
- 2013: 4º posto
- 2018: 16º posto

- 1999-00: 20º posto
- 2000-01: 23º posto
- 2001-02: 23º posto
- 2002-03: 10º posto
- 2003-04: 11º posto
- 2004-05: 10º posto
- 2005-06: 9º posto
- 2006-07: 11º posto
- 2007-08: 7º posto
- 2008-09: 6º posto
- 2009-10: 8º posto
- 2010-11: 9º posto
- 2011-12: 12º posto
- 2012-13: 5º posto
- 2013-14: 7º posto
- 2014-15: 13º posto
- 2015-16: 7º posto
- 2016-17: 12º posto
- 2017-18: 8º posto
- 2018-19: 13º posto
- 2019-20: 12º posto

- 1998: fase a gironi
- 2002: semifinale Bowl
- 2006: vincitore Bowl
- 2010: semifinale Plate
- 2014: semifinale Plate
- 2018: 8º posto